# Nigel Brady
Pour les articles homonymes, voir Nigel Brady (astronome) et Brady.
Pas d'image ? Cliquez ici

a Compétitions nationales et continentales officielles uniquement.

Dernière mise à jour le 22 avril 2018.
Nigel Brady, né le 9 octobre 1979, est un joueur irlandais de rugby à XV évoluant au poste de talonneur. Après avoir joué pour la province irlandaise de l'Ulster, il rejoint en 2013 le club français du Stade aurillacois. Il prit sa retraite en 2014.

## Carrière
Nigel Brady joue avec la province de l'Ulster depuis la saison 2004-2005 jusqu'en 2012-2013, disputant un total de 25 matchs, pour trois essais marqués, en Coupe d'Europe. Il évolue également avec cette franchise en Pro12. Il rejoint en 2013 le club français du Stade aurillacois, jouant 12 rencontres de Pro D2 et inscrivant un essai lors de la sa première saison.